# Acoblament (probabilitat)
En teoria de la probabilitat, l'acoblament és una tècnica de demostració que permet comparar dues variables aleatòries (distribucions) X i Y no relacionades mitjançant la creació d'un vector aleatori W les distribucions marginals del qual corresponen a X i Y respectivament. L'elecció de W generalment no és única, i tota la idea d'"acoblament" consisteix a fer aquesta elecció perquè X i Y es puguin relacionar d'una manera especialment desitjable.

## Definició
Utilitzant el formalisme estàndard de probabilitat, sigui {\displaystyle X_{1}} i {\displaystyle X_{2}} ser dues variables aleatòries definides en espais de probabilitat {\displaystyle (\Omega _{1},F_{1},P_{1})} i {\displaystyle (\Omega _{2},F_{2},P_{2})} . Després un acoblament de {\displaystyle X_{1}} i {\displaystyle X_{2}} és un nou espai de probabilitat {\displaystyle (\Omega ,F,P)} sobre les quals hi ha dues variables aleatòries {\displaystyle Y_{1}} i {\displaystyle Y_{2}} de tal manera que {\displaystyle Y_{1}} té la mateixa distribució que {\displaystyle X_{1}} mentre {\displaystyle Y_{2}} té la mateixa distribució que {\displaystyle X_{2}} .
Un cas interessant és quan {\displaystyle Y_{1}} i {\displaystyle Y_{2}} no són independents.

## Exemples[3]

### Caminada aleatòria
Suposem que dues partícules A i B realitzen una caminada aleatòria simple en dues dimensions, però comencen des de punts diferents. La manera més senzilla d'acoblar-los és simplement obligar-los a caminar junts. A cada pas, si A puja, B també ho fa, si A es mou cap a l'esquerra, B també, etc. Així, la diferència entre les dues partícules es manté fixa. Pel que fa a A, està fent una caminada aleatòria perfecta, mentre que B és el imitador. B té la visió oposada, és a dir, que és, en efecte, l'original i que A és la còpia. I en cert sentit tots dos tenen raó. En altres paraules, qualsevol teorema matemàtic, o resultat que es compleixi per a una caminada aleatòria regular, també s'aplicarà per a A i B.
Considereu ara un exemple més elaborat. Suposem que A comença des del punt (0,0) i B des de (10,10). Primer acobla-les de manera que caminen junts en sentit vertical, és a dir, si A puja, B també, etc., però són imatges miralls en sentit horitzontal, és a dir, si A va a l'esquerra, B va a la dreta i viceversa. Continuem aquest acoblament fins que A i B tinguin la mateixa coordenada horitzontal, és a dir, estiguin a la línia vertical (5, y). Si mai es troben, continuem aquest procés per sempre (la probabilitat que això és zero, però). Després d'aquest esdeveniment, canviem la regla d'acoblament. Els deixem caminar junts en direcció horitzontal, però en una regla d'imatge mirall en sentit vertical. Continuem amb aquesta regla fins que també es troben en sentit vertical (si ho fan), i a partir d'aquest moment, els deixem caminar junts.
Aquest és un acoblament en el sentit que cap partícula, presa per si sola, pot "sentir" res del que hem fet. Ni el fet que l'altra partícula la segueixi d'una manera o altra, ni el fet que hem canviat la regla d'acoblament o quan ho hem fet. Cada partícula realitza una caminada aleatòria simple. I tanmateix, la nostra regla d'acoblament els obliga a reunir-se gairebé amb seguretat i a continuar a partir d'aquest moment junts permanentment. Això permet demostrar molts resultats interessants que diuen que "a la llarga", no és important per on vau començar per obtenir aquest resultat en concret.

### Monedes esbiaixades
Suposem dues monedes esbiaixades, la primera amb probabilitat p d'aixecar cara i la segona amb probabilitat q>p d'aixecar cara. Intuïtivament, si les dues monedes es llancen el mateix nombre de vegades, hauríem d'esperar que la primera moneda aparegui menys cares que la segona. Més concretament, per a qualsevol k fix, la probabilitat que la primera moneda produeixi almenys k cares hauria de ser menor que la probabilitat que la segona moneda produeixi almenys k cares. Tanmateix, provar aquest fet pot ser difícil amb un argument de recompte estàndard. L'acoblament evita fàcilment aquest problema.